# Tri-Cities Blackhawks 1949-1950
La stagione 1949-50 dei Tri-Cities Blackhawks fu la 1ª nella NBA per la franchigia.
I Tri-Cities Blackhawks arrivarono terzi nella Western Division con un record di 29-35. Nei play-off persero la semifinale di division con gli Anderson Packers (2-1).

## Roster
| N° | Naz.                   | Ruolo | Sportivo         | Anno | Alt. | Peso |
| -- | ---------------------- | ----- | ---------------- | ---- | ---- | ---- |
|    | Stati Uniti (bandiera) | GA    | Gene Berce       | 1926 | 180  | 79   |
|    | Stati Uniti (bandiera) | GA    | Red Owens        | 1925 | 191  | 84   |
|    | Stati Uniti (bandiera) | GA    | Dick Schulz      | 1917 | 188  | 87   |
| 4  | Stati Uniti (bandiera) | GA    | Walt Kirk        | 1924 | 191  | 78   |
| 6  | Stati Uniti (bandiera) | GA    | Whitey Von Nieda | 1922 | 185  | 77   |
| 7  | Stati Uniti (bandiera) | GA    | Warren Perkins   | 1924 | 191  | 86   |
| 8  | Stati Uniti (bandiera) | G     | Billy Hassett    | 1921 | 180  | 82   |
| 8  | Stati Uniti (bandiera) | GA    | Gene Vance       | 1923 | 191  | 88   |
| 9  | Stati Uniti (bandiera) | AC    | George Nostrand  | 1924 | 203  | 88   |
| 11 | Stati Uniti (bandiera) | GA    | Dike Eddleman    | 1922 | 191  | 86   |
| 12 | Stati Uniti (bandiera) | AC    | Gene Englund     | 1917 | 196  | 93   |
| 12 | Stati Uniti (bandiera) | AC    | Jack Kerris      | 1925 | 198  | 98   |
| 12 | Stati Uniti (bandiera) | C     | John Mahnken     | 1922 | 203  | 100  |
| 13 | Stati Uniti (bandiera) | AC    | John Chaney      | 1920 | 191  | 84   |
| 15 | Stati Uniti (bandiera) | AC    | Jack Nichols     | 1926 | 201  | 101  |
| 15 | Stati Uniti (bandiera) | C     | Don Otten        | 1921 | 208  | 109  |
| 17 | Stati Uniti (bandiera) | G     | Murray Wier      | 1926 | 175  | 70   |
| 18 | Stati Uniti (bandiera) | GA    | Dee Gibson       | 1923 | 180  | 79   |
| 20 | Stati Uniti (bandiera) | C     | Bill Henry       | 1924 | 206  | 98   |
| 20 | Stati Uniti (bandiera) | AC    | Mac Otten        | 1925 | 201  | 100  |
| 21 | Stati Uniti (bandiera) | AC    | Mike Todorovich  | 1923 | 196  | 100  |
| 96 | Stati Uniti (bandiera) | AC    | Don Ray          | 1921 | 196  | 86   |

## Staff tecnico
- Allenatori: Roger Potter (1-6) (fino al 10 novembre)[1], Red Auerbach (28-29)